# Efectul Venturi
Efectul Venturi este reducerea presiunii în fluid care rezultă atunci când un fluid care curge printr-o secțiune îngustă (sau strangulație) a unei țevi. Efectul Venturi este numit după Giovanni Battista Venturi (1746-1822), un fizician Italian.

Presiunea statică în primul tub de măsurare (1) este mai mare decât la cel de-al doilea (2), iar viteza lichidului la "1" este mai mică decât la "2", deoarece aria secțiunii transversale de la "1" este mai mare decât la "2".
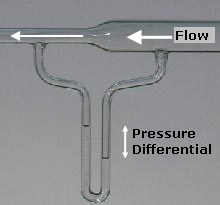
Un flux de aer printr-un tub venturimetru, aratând coloane conectate la un manometru și parțial umplut cu apă. Contorul este "citit" ca un capăt de presiune diferențială a apei în cm sau inch.
Curgere ideală într-un tub Venturi

### Descriere
In dinamica fluidelor, viteza unui fluid incompresibil trebuie să crească pe măsură ce trece printr-o constricție în conformitate cu principiul continuității masei, în timp ce presiunea statică a acestuia trebuie să scadă în concordanță cu principiul conservării energiei mecanice (principiul lui Bernoulli). Astfel, orice câștig de energie cinetică pe care un fluid îl poate atinge prin viteza crescută printr-o constricție este balansat de o scădere a presiunii.
Prin măsurarea presiunii, debitul poate fi determinat, la fel ca în diferite dispozitive de măsurare a debitului, cum ar fi contoarele Venturi, duzele Venturi și plăcile de orificiu.

## Restrângerea secțiunii conductelor
Efectul Venturi se produce atunci când un fluid ajunge intr-o zonă cu restrângere a secțiunii, unde viteza fluidului se apropie de viteza locală a sunetului.
Atunci când într-un sistem,un fluid este într-o stare de curgere limitată, o scădere suplimentară a nivelului presiunii în aval nu va duce și la o creștere a debitului. Cu toate acestea, debitul pentru un fluid comprimabil va crește impreuna cu presiunea din amonte, ceea ce va crește densitatea fluidului prin constricție (deși viteza va rămâne constantă). Acesta este principiul funcționării unei duze de Laval.
Creșterea temperaturii va crește de asemenea viteza sonică locală, permițând astfel creșterea debitului de masă, dar numai dacă zona duzei este de asemenea crescută pentru a compensa scăderea rezultată a densității.

## Expansiunea secțiunii
Ecuația lui Bernoulli este inversibilă, iar presiunea ar trebui să crească atunci când un fluid încetinește. Cu toate acestea, dacă există o extindere a secțiunii de tub, va apărea turbulența și teorema nu va ține. În toate tuburile experimentale Venturi, presiunea din intrare este comparată cu presiunea din secțiunea din mijloc; secțiunea de ieșire ( punctul unde mediul este restrictionat )nu este niciodată comparată cu ele.
Presiune diferențială 
Pe măsură ce fluidul curge printr-un tub Venturi, expansiunea și compresia fluidelor determină schimbarea presiunii în interiorul acestuia. Acest principiu poate fi utilizat în metrologie pentru indicatoarele calibrate pentru presiuni diferențiale. Acest tip de măsurare a presiunii poate fi mai convenabil, de exemplu, pentru a măsura presiunile de combustibil sau de combustie în motoare cu jet sau rachetă.
Primele contoare Venturi pe scară largă pentru măsurarea debitelor de lichid au fost dezvoltate de Clemens Herschel care le-a folosit pentru a măsura fluxurile mici și mari de apă și ape uzate începând de la sfârșitul secolului XIX.
În timp ce lucra pentru compania Holyoke Water Power Company, Herschel ar dezvolta mijloacele de măsurare a acestor fluxuri pentru a determina consumul de energie al apei din diferite mori de pe Holyoke Canal System, începând mai întâi dezvoltarea dispozitivului în 1886, doi ani mai târziu și-ar descrie invenția. contorului Venturi către William Unwin într-o scrisoare din 5 iunie 1888.

## Exemple de utilizare a efectului Venturi
- Furtun de grădină

Un exemplu pe care aproape toată lumea a experimentat este atunci când degetul mare este plasat la capătul unui furtun de grădină. Viteza apei crește atunci când plasați degetul mare peste apă, introducând o scădere a secțiunii transversale a furtunului. Presiunea crește pe suprafața mai mică, în timp ce debitul îngust creează apoi un vid în apă. Energia cinetică a fluidului crește duce la o scădere a presiunii.
- Vânt in zona urbană

Un alt efect, dar unul mai puțin confortabil, este atunci când vântul intră într-o secțiune îngustă într-un mediu urban. Fluxul de aer din acest spațiu înregistrează o scădere a presiunii și pe de altă parte viteza acestuia crește. Acest lucru explică regiunile din orașe in care apar viteze  mai mari ale vantului la nivel de stradă. Un experiment legat de viteza vântului,efectuat intr-o zonă urbană, va dezvălui adesea efectul Venturi în zona de joasă presiune, intre clădiri, unde vântul se poate intensifica
- Injectoare de combustibil și pompe-diuze

Deși pompele cu jet sau injectoarele se bazează pe așa-numitul mecanism injector, acestea beneficiază și de efectul Venturi. Pe măsură ce fluidul cu viteză mai mare intră în secțiunea transversală mai mică, creează un vid și dă un impuls celuilalt fluid.
- Regulator de aer folosit in scufundări

Un regulator de scufundare este un regulator de presiune care controlează presiunea gazului respirator pentru scufundări. Cea mai frecvent recunoscută aplicație este de a reduce gazul de respirație sub presiune la presiunea ambientală și de a-l livra în scafandru, dar există și alte tipuri de regulatoare de presiune a gazelor utilizate pentru aplicații de scufundare. Gazul poate fi aer sau unul dintr-o varietate de gaze de respirație special amestecate.
Un regulator de presiune a gazului are una sau mai multe valve în serie care reduc presiunea din sursă și utilizează presiunea în aval ca feedback pentru a controla presiunea livrată, sau presiunea din amonte ca feedback pentru a preveni debitele excesive, scăzând presiunea în fiecare etapă.
Efectul Venturi când aerul este forțat printr-o constricție, cum ar fi supapele minuscule din interiorul unui al doilea stadiu al regulatorului, determină sporirea vitezei cu care circulă particulele de aer.
Când aerul iese din constricție, acesta se mișcă foarte rapid în comparație cu particulele de aer din jur. Aerul cu mișcare rapidă atrage unele dintre particulele de aer cu mișcare lentă din jur împreună.
Aceasta duce la scăderea presiunii aerului în regiunea care înconjoară fluxul de aer cu mișcare rapidă.
Unele regulatoare de scuba folosesc vidul creat de efectul Venturi pentru a reduce efortul de respirație în regulatoarele de scuba.

## Legături externe
- 3D animation of the Differential Pressure Flow Measuring Principle (Venturi meter)
- UT Austin. „Venturi Tube Simulation”. Accesat în 3 noiembrie 2009.